# Archiulus aumalensis
Archiulus aumalensis är en mångfotingart som först beskrevs av Henri W. Brölemann 1925.  Archiulus aumalensis ingår i släktet Archiulus och familjen kejsardubbelfotingar. Inga underarter finns listade i Catalogue of Life.